# Чанбайшань (плоскогорье)
Чанбайша́нь, Чанпэксан (кит. трад. 長白山地, упр. 长白山地, кор. 장백산맥) — вулканическое плоскогорье в составе Маньчжуро-Корейских гор, расположенное на территории Китая и частично КНДР.
Преобладающие высоты составляют 1000—2000 м. Высшая точка — вулкан Пэктусан (2744 м, по другим данным 2750 м). Плоскогорье глубоко расчленено долинами рек Ялуцзян, Маньцзян, Тумыньцзян и их притоков. Здесь произрастают хвойные леса, кедровый стланик.
Рядом с вершиной Вечнобелой горы (также известной как Чанбайшань) находится впечатляющий 68-метровый водопад Чанбай.